# Inkaspett
Inkaspett (Campephilus pollens) är en fågel i familjen hackspettar inom ordningen hackspettartade fåglar.

## Utseende
Inkaspetten är en stor och mörk hackspett hackspett med en vitt strimma nerför ansikte och hals, ett vitt "V" på ryggen och kanelbrun buk med mörka tvärband. Hanen har en tydlig röd tofs. 

## Utbredning och systematik
Inkaspetten förekommer i Anderna i Sydamerika. Den delas in i två underarter med följande utbredning:
- Campephilus pollens pollens – förekommer från norra Colombia till västra Venezuela och Ecuador
- Campephilus pollens peruvianus – förekommer i norra Peru (söderut till Pasco)

## Levnadssätt
Inkaspetten hittas i subtropiska och tempererade zonerna i Anderna, högre upp än andra stora hackspettar, vanligen ovan 1800 meter ända upp till över 3000 meters höjd. Den uppträder i par som vandrar i stora områden och därför svår att få syn på. 

## Status och hot
Arten har ett stort utbredningsområde, men tros minska i antal, dock inte tillräckligt kraftigt för att den ska betraktas som hotad. Internationella naturvårdsunionen IUCN listar arten som livskraftig (LC).